# عثمان برته
عثمان برته (انگلیسی: Ousmane Berthé؛ زادهٔ ۵ فوریهٔ ۱۹۸۷) بازیکن فوتبال اهل مالی است.
از باشگاه‌هایی که در آن بازی کرده است می‌توان به باشگاه ورزشی المعیذر و باشگاه فوتبال قسنطینه اشاره کرد.
وی همچنین در تیم ملی فوتبال مالی بازی کرده است.